# رندزبرگ (کالیفرنیا)
رندزبرگ (به انگلیسی: Randsburg) یک منطقهٔ مسکونی در ایالات متحده آمریکا است که در کرن واقع شده‌است. رندزبرگ ۵٫۰۳۸ کیلومتر مربع مساحت و ۶۹ نفر جمعیت دارد و ۱٬۰۶۸ متر بالاتر از سطح دریا واقع شده‌است.